# Albatros D.III
L'Albatros D.III va ser un caça biplà alemany utilitzat durant la Primera Guerra Mundial. Amb aquest model van volar-hi molts dels millors asos alemanys incloent Manfred von Richthofen, Ernst Udet, Erich Löwenhardt, Kurt Wolff i Karl Emil Schäfer. Va ser el caça predominant durant el període de supremacia aèria alemanya coneguda com l'Abril Sagnant l'any 1917.

## Disseny i desenvolupament

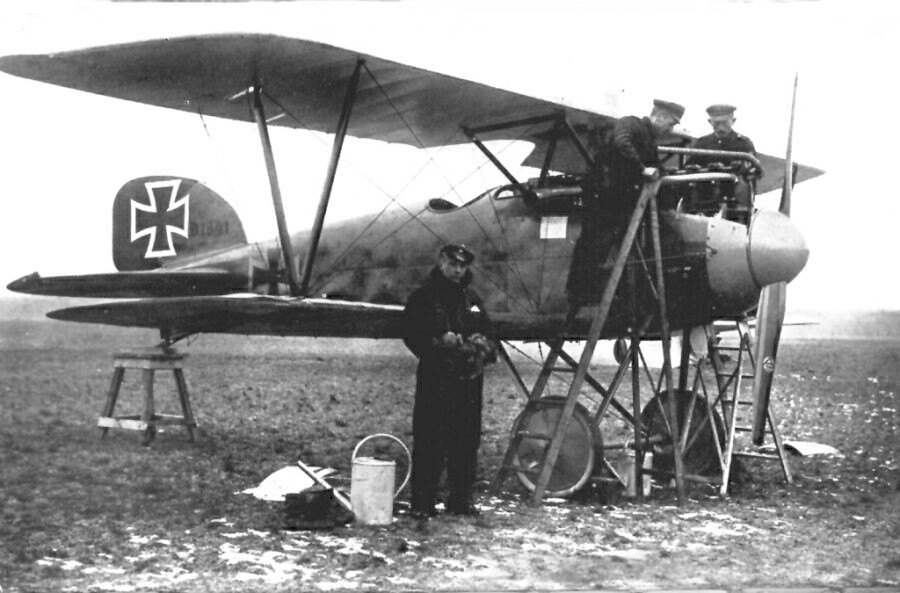
Ernst Udet al davant del seu Albatros D.III (número de sèrie D.1941/16)

El treball sobre el prototip D.III va començar a l'estiu de 1916. El primer vol va tenir lloc durant les setmanes abans de la Typenprüfung (anàlisi oficial del model) que va tenir lloc el 26 de setembre de 1916. El disseny aprofitava bona part dels elements dels reeixits Albatros D.I i D.II: estructura semi-monocasc i part del fuselatge cobert amb contraplacat. Tot i això el disseny de l'ala era similar al de l'avió francès Nieuport 11. Altres canvis incloïen reforços entre les ales biplanes en forma de "V" en comptes de les anteriors en paral·lel.
El 1916, la companyia Albatros va rebre un encàrrec de 400 avions D.III, el major contracte de producció fins al moment a l'aviació alemanya per part de la l'Inspektion der Fliegertruppen (IdFlieg) (inspecció de l'exèrcit de l'aire), l'organisme supervisor del nou exèrcit de l'aire alemany, creat l'1 d'octubre de 1913.
Els primers models entregats van patir fallades recurrents de les ales degut a la flexibilitat de torsió de l'ala inferior. Albatros OAW va rebre, entre abril i juny de 1917, una altra comanda de 840 unitats, que ja van sortir amb les ales reforçades. Posteriorment alguns models de D.III van ser fabricats sota llicència per Oeffag a Àustria i van anar canviant el motor a Austro-Daimler de 185, 200 i 225 c.v.

## Operadors
- Imperi austrohongarès: K.u.K Luftfahrttruppen
- Txecoslovàquia (postguerra)
- Imperi Alemany
- Lituània (postguerra)
- Polònia (postguerra)

## Especificacions
Característiques generals
- Tripulació: un pilot
- Longitud: 7,33 m
- Envergadura: 9,00 m
- Alçada: 2,90 m
- Superfície de l'ala 23,6 m²
- Pes buit: 695 kg
- Pes carregat: 886 kg
- Pes màxim d'enlairament: 955 kg
- Motors: 1×  6 cilindres en línia refrigerats per aigua Mercedes D.IIIa, 127 kW

 Rendiment 
- Velocitat màxima: 175 km/h al nivell del mar
- Abast: 480 km
- Sostre de servei: 5.500 m
- Ràtio d'ascens: 4,5 m/s
- Càrrega alar: 37,5 kg/m²
- Potència/pes: 0,13 kW/kg

Armament

- Metralladores: 2 × metralladores LMG 08/15 de 7,92 mm